# Nejužitečnější hráč (KHL)
Nejužitečnější hráč je trofej pro hráče, který byl nejlepší v bodování +/− východoevropské ligy KHL. 

## Držitelé
| Sezóna                      | Hráč                                          | Tým                                | +/− |
| --------------------------- | --------------------------------------------- | ---------------------------------- | --- |
| 2008/09                     | Alexej Těrešenko                              | Salavat Julajev Ufa                | +41 |
| 2009/10                     | Patrick Thoresen                              | Salavat Julajev Ufa                | +45 |
| 2010/11                     | Alexandr Radulov                              | Salavat Julajev Ufa                | +27 |
| 2011/12                     | Tony Martensson                               | SKA Petrohrad                      | +35 |
| 2012/13                     | Jonas Enlund Kevin Dallman                    | HK Sibir Novosibirsk SKA Petrohrad | +27 |
| 2013/14                     | Jan Kovář                                     | Metallurg Magnitogorsk             | +46 |
| 2014/15                     | Alexandr Radulov                              | CSKA Moskva                        | +37 |
| 2015/16                     | Mat Robinson                                  | Dynamo Moskva                      | +31 |
| 2016/17                     | Anton Belov                                   | SKA Petrohrad                      | +34 |
| 2017/18                     | Michail Pashnin Maxim Shalunov Sergej Šumakov | CSKA Moskva                        | +28 |
| 2018/19                     | Vladislav Gavrikov                            | SKA Petrohrad                      | +48 |
| 2019/20                     | Mat Robinson Artom Zub                        | CSKA Moskva SKA Petrohrad          | +35 |
| 2020/21                     | Brian O´Neill                                 | Jokerit Helsinky                   | +30 |
| 2021/22                     | Artom Minulin                                 | Metallurg Magnitogorsk             | +22 |
| 2022/23                     | Andrej Pedan                                  | SKA Petrohrad                      | +32 |
| 2023/24                     | Alexandr Nikišin                              | SKA Petrohrad                      | +32 |
| Zdroj na eliteprospects.com |                                               |                                    |     |

Mat Robinson (D)	1986	Calgary, AB, CAN	
35	 Artyom Zub (D)